# Gran Dique

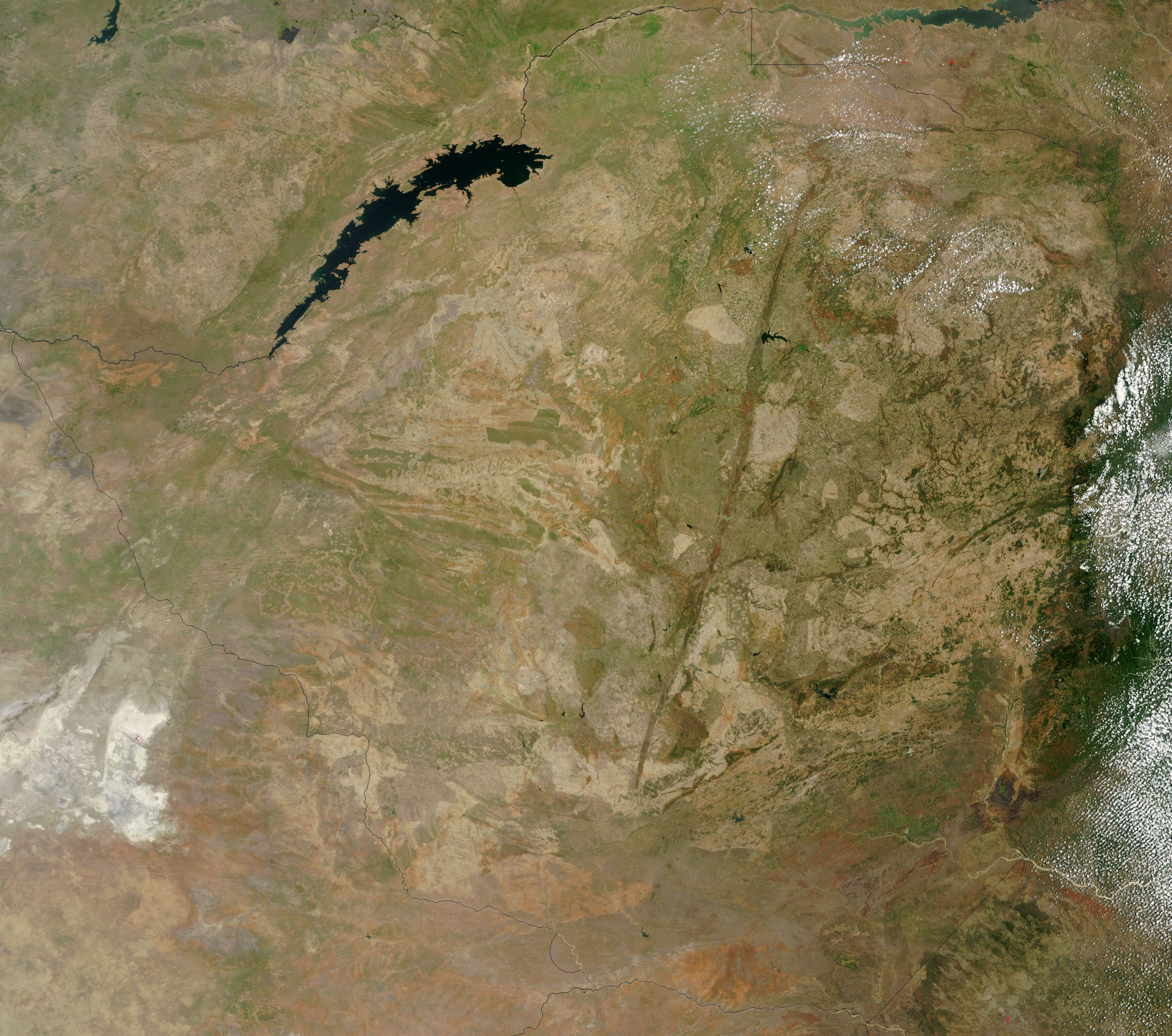
El Gran Dique se puede ver como una estructura lineal yendo del noreste al suroeste en esta vista de satélite de Zimbabue.

El Gran Dique es una estructura geológica lineal que tiende casi norte-sur a través del centro de Zimbabue pasando justo al oeste de la capital, Harare. Consiste en una franja de bajas y estrechas crestas y colinas que se extienden sobre aproximadamente 550 km. Las colinas se vuelven más altas a medida que la cadena va hacia el norte, y alcanzan hasta 460 metros sobre la cordillera de Mvurwi. La cadena presenta vastos yacimientos de mena, incluyendo oro, plata, cromo, platino, níquel y asbesto.
| Extremo norte | 16°27′51″S 31°08′24″E / -16.46417, 31.14000 |
| Extremo sur   | 20°50′22″S 29°39′04″E / -20.83944, 29.65111 |

## Geología
Geológicamente la intrusión no es un dique, pero es un corte transversal lopolítico y con forma de Y. Es una intrusión ultramáfica estratificada que se extiende a través de Zimbabue con un rumbo de aproximadamente N10°E. La anchura de la intrusión varía de 3 a 12 km. El Gran Dique es inusual en que la mayoría de intrusiones estratificadas ultramáficas muestran sills prácticamente horizontales o formas de láminas.

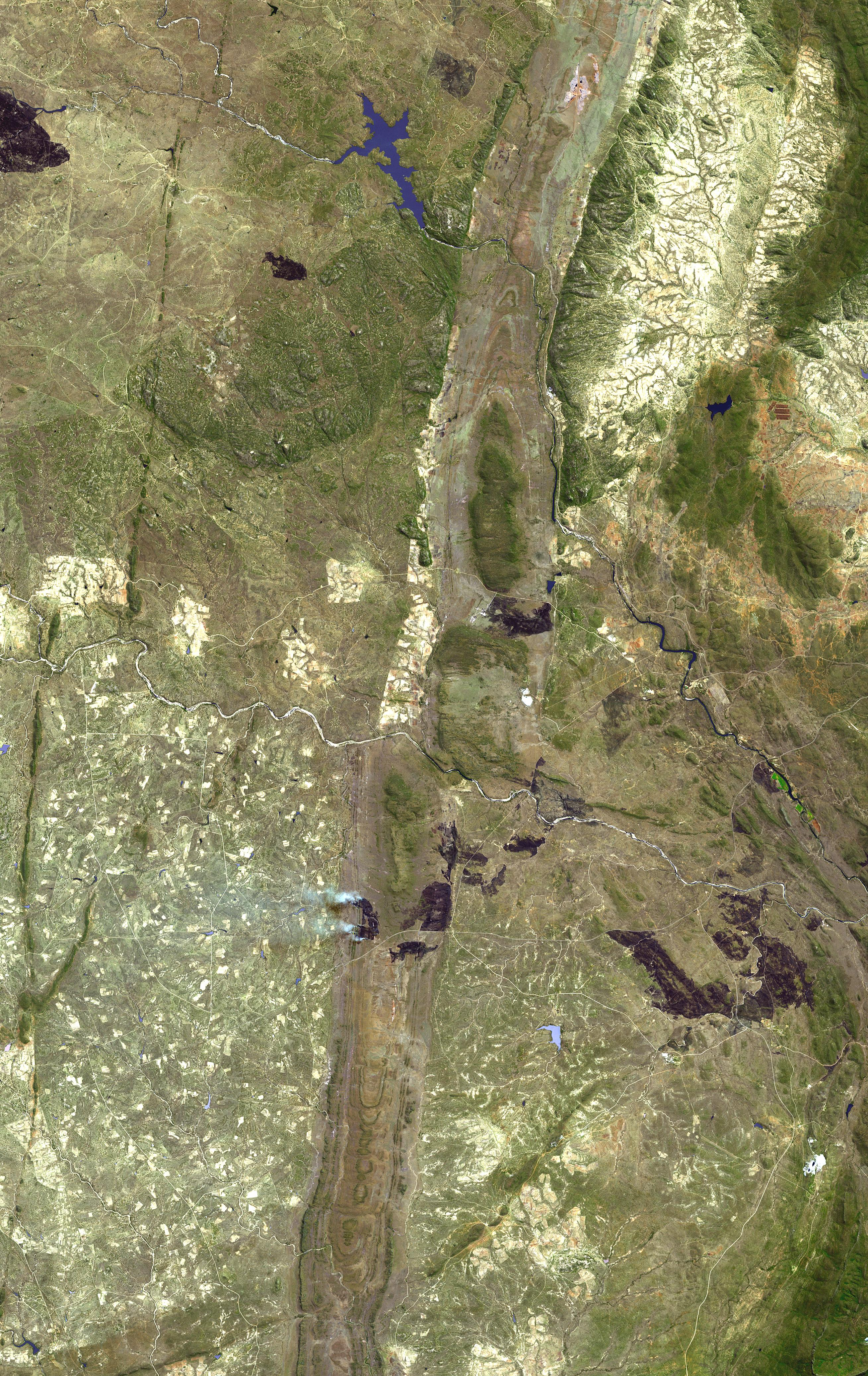
Subcámara Wedza del Gran Dique. La mina de platino Mimosa está ubicada cerca de la sección muy boscosa del centro. El Dique Umvimeela es visible en el extremo izquierdo de la escena.

Las unidades inferiores bien estratificadas de rocas ultramáficas constituyendo el Gran Dique están localmente revestidas por restos erosionales de roca gabroica. Estas marcan los centros de las cuatro subcámaras dentro del sistema magmático del Gran Dique, concretamente (de norte a sur) Musengezi, Darwendale, Sebakwe y Wedza. Cada una de estas subcámaras tiene una estructura sinclinal doblemente buzante y alargada, y fue alimentada por un continuo de dique de alimentación debajo de casi todo el Gran Dique. Estratigráficamente cada subcámara está dividida en una secuencia ultramáfica inferior de dunitas, harzburgitas, broncititas de olivino y piroxenitas junto con estrechas capas de cromitita que constituyen las bases de unidades cíclicas y que son extensamente extraídas a lo largo del Gran Dique, y una secuencia máfica superior consistente principalmente de una variedad de rocas ricas en plagioclasa, como noritas, gabronoritas y gabros olivínicos.
El dique se encuentra dentro del cratón de Zimbabue y ha sido fechado con 2.575 millones de años. El Gran Dique actúa como un marcador de deformación para el cratón: el hecho de que no ha sido deformado desde la intrusión (excluyendo el área de Musengezi) muestra que el cratón se había estabilizado cuando el dique había instruido.
Dos diques máficos, el Este y Umvimeela, flanquean el Gran Dique al este y oeste respectivamente. La manifestación de superficie volcánica de la intrusión del Gran Dique no ha sido registrada y probablemente ha sido erosionada.
El Gran Dique es un recurso económico estratégico con cantidades significativas de cromo y platino. La cromita se encuentra en la base de la secuencia ultramáfica y se extrae en todo el dique. Por debajo del contacto de las secuencias máficas-ultramáficas, y en las unidades de piroxenita más altas (broncitita y websterita) hay concentraciones económicas de níquel, cobre, cobalto, oro y metales del grupo del platino (MGP). Los metales base se encuentran como intercúmulos de sulfuros de Fe-Ni-Cu diseminados dentro de un intervalo referido como la subzona de metales base, debajo de la cual hay una subcapa enriquecida en metales del grupo del platino llamada la subzona PGE. Las subzonas de metales base y PGE juntas componen la Zona de Sulfuros Principal.

## Explotación

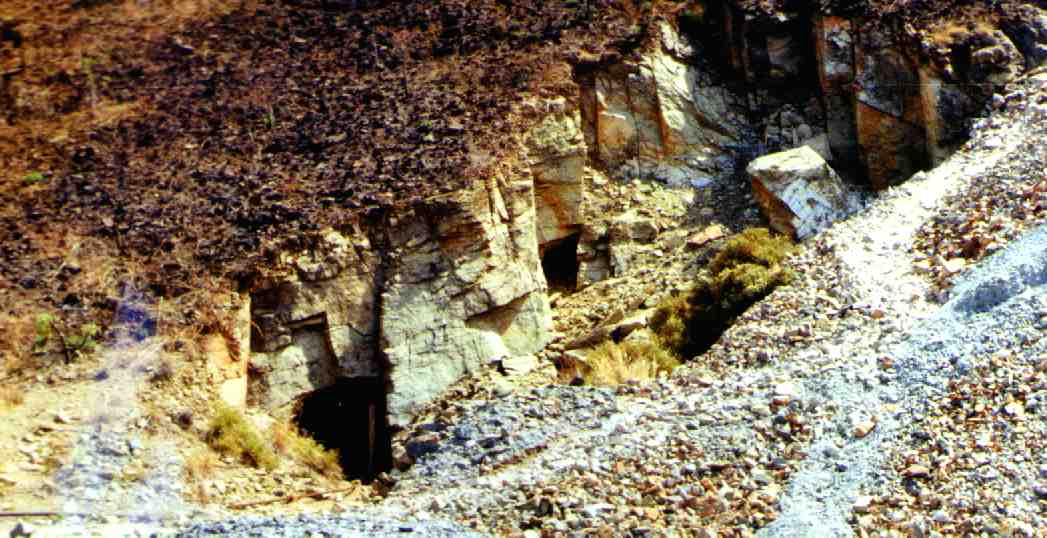
Entrada a la bocamina de una mina de cromita, Mutorashanga.

El Gran Dique fue descrito inicialmente en 1867 por el explorador Karl Mauch. Sin embargo, la existencia de yacimientos ricos de mena no se supo hasta alrededor de 1918.
La cromita se extrae en todo el dique, especialmente en las áreas de Darwendale, Lalapanzi y Mutorashanga. Las tres compañías más grandes de minería de cromo son Maranatha Ferrochrome, Zimalloys y Zimasco, aunque la mayoría de minas funcionan por el sistema de tributos.
Los metales del grupo del platino son actualmente extraídos en la mina de Ngezi al sur de Selous por Zimplats del Impala Platinum Group, en la mina de Unki cerca de Shurugwi por Anglo American y en la mina Mimosa cerca de Zvishavane por Zimasco para Impala Platinum. La mina de platino de Hartley cerca de Makwiro no está actualmente funcionando.